# George Bretnall
George Bretnall (George Stuart Bretnall; * 11. September 1895 in Blairstown, Iowa; † 20. März 1974 in Ames, Iowa) war ein US-amerikanischer Sprinter, der sich auf den 400-Meter-Lauf spezialisiert hatte.
Bei den Olympischen Spielen 1920 in Antwerpen wurde er Vierter in der 4-mal-400-Meter-Staffel.
Seine persönliche Bestzeit von 49,4 s stellte er am 16. Juli 1920 in Cambridge auf.